# Хлорид европия(II)
Хлорид европия(II) — бинарное неорганическое соединение, соль металла европия и соляной кислоты с формулой EuCl2, бесцветные кристаллы, растворяется в холодной воде, реагирует с горячей, образует кристаллогидрат.

## Получение
- Растворение оксида европия(II) в соляной кислоте:

{\displaystyle {\mathsf {EuO+2HCl\ {\xrightarrow {}}\ EuCl_{2}+H_{2}O}}}
- Разложение хлорида европия(III) при нагревании:

{\displaystyle {\mathsf {2EuCl_{3}\ {\xrightarrow {700-1400^{o}C}}\ 2EuCl_{2}+Cl_{2}}}}
- Восстановление хлорида европия(III) водородом или электролизом:

{\displaystyle {\mathsf {2EuCl_{3}+H_{2}\ {\xrightarrow {270^{o}C}}\ 2EuCl_{2}+2HCl}}}
{\displaystyle {\mathsf {EuCl_{3}+H_{(Zn,HCl)}^{0}\ {\xrightarrow {}}\ EuCl_{2}+HCl}}}
{\displaystyle {\mathsf {2EuCl_{3}\ {\xrightarrow {e^{-}}}\ 2EuCl_{2}+Cl_{2}\uparrow }}}

## Физические свойства
Хлорид европия(II) образует бесцветные кристаллы ромбической сингонии, параметры ячейки a = 0,8914 нм, b = 0,7499 нм, c = 0,4493 нм, Z = 4.
Растворяется в холодной воде.
Образует кристаллогидрат состава EuCl2•2H2O.

## Химические свойства
- Безводную соль получают сушкой кристаллогидрата в токе HCl:

{\displaystyle {\mathsf {EuCl_{2}\cdot 2H_{2}O\ {\xrightarrow {300^{o}C,HCl}}\ EuCl_{2}+2H_{2}O}}}
- При нагревании в вакууме разлагается:

{\displaystyle {\mathsf {3EuCl_{2}\ {\xrightarrow {1000^{o}C,vacuum}}\ 2EuCl_{3}+Eu}}}
- Реагирует с горячей водой:

{\displaystyle {\mathsf {6EuCl_{2}+6H_{2}O\ {\xrightarrow {100^{o}C}}\ 2Eu(OH)_{3}\downarrow +4EuCl_{3}+3H_{2}\uparrow }}}
- В холодном растворе быстро окисляется кислородом воздуха:

{\displaystyle {\mathsf {2EuCl_{2}+O_{2}+4H_{2}O\ {\xrightarrow {}}\ 2Eu(OH)_{3}\downarrow +4HCl}}}
- Реагирует с разбавленными кислотами::

{\displaystyle {\mathsf {2EuCl_{2}+2HCl\ {\xrightarrow {}}\ 2EuCl_{3}+H_{2}\uparrow }}}
- Вступает в обменные реакции:

{\displaystyle {\mathsf {EuCl_{2}+2NaF\ {\xrightarrow {}}\ EuF_{2}\downarrow +2NaCl}}}
{\displaystyle {\mathsf {EuCl_{2}+Na_{2}S\ {\xrightarrow {}}\ EuS\downarrow +2NaCl}}}
{\displaystyle {\mathsf {EuCl_{2}+Na_{2}CO_{3}\ {\xrightarrow {}}\ EuCO_{3}\downarrow +2NaCl}}}